# Tibouchina schwackei
Tibouchina schwackei är en tvåhjärtbladig växtart som beskrevs av Célestin Alfred Cogniaux. Tibouchina schwackei ingår i släktet Tibouchina och familjen Melastomataceae. Inga underarter finns listade i Catalogue of Life.